# Gladiateur soufré
Chlorophoneus sulfureopectus
Espèce
Synonymes
- Malaconotus sulfureopectus
- Telophorus sulfureopectus

Statut de conservation UICN

 LC  : Préoccupation mineure
Le Gladiateur soufré (Chlorophoneus sulfureopectus) est une espèce de passereaux de la famille des Malaconotidae, parfois classée dans les genres Telophorus ou Malaconotus.

## Répartition
Cet oiseau vit en Afrique subsaharienne (rare en Afrique australe et équatoriale).

## Sous-espèces
D'après Alan P. Peterson, cette espèce est constituée des deux sous-espèces suivantes :
- Chlorophoneus sulfureopectus similis  (A. Smith, 1836)
- Chlorophoneus sulfureopectus sulfureopectus  (Lesson, 1831)